# Zastava Republike Kosovo
Zastava Republike Kosovo je jedan od simbola jednostrano proglašene i delimično priznate Republike Kosovo. Usvojila ju je 17. februara 2008. Skupština Republike Kosovo. Prema odredbama Ahtisarijevog plana, zastava nije smela sadržati boje nijedne nacionalne zajednice Kosova i Metohije. Stoga ona, na plavoj pozadini koja podseća na zastavu Evropske unije, u sredini sadrži zlatnu kartu Kosova i Metohije nad kojim je u luku postavljeno šest belih zvezda koje označavaju šest najvećih nacionalnih zajednica koje žive na Kosovu i Metohiji.
Iako je ta zastava ozvaničena, različite etničke zajednice koriste uglavnom svoje nacionalne simbole, pa Albanci koriste zastavu Albanije, a Srbi zastavu Srbije. Snage policije OUN, koje kontrolišu područje, koriste zastavu OUN. U junu 2007. raspisan je konkurs za zastavu, a njen konačan izgled je proglašen tek na zasedanju Skupštine Republike Kosovo 17. februara 2008.

## Galerija
Sledeće zastave se koriste na Kosovu i Metohiji ili su bile predlog za zastavu Republike Kosovo:
- Zastava Ujedinjenih nacija
- Zastava Srbije
- Zastava Albanije
- Zastava Albanaca u SFRJ
- Predlog Ibrahima Rugove
- Jedan od predloga
- Jedan od predloga
- Jedan od predloga
- Jedan od predloga
- Jedan od predloga
- Jedan od predloga